# Guns N' Roses (EP)
Guns N' Roses è il secondo EP del gruppo musicale statunitense omonimo, pubblicato il 28 giugno 1987 dalla Geffen Records.

## Descrizione
Sebbene il titolo del disco sia lo stesso del gruppo, l'EP viene indicato anche come Live from the Jungle, a causa della frase giapponese "raibu furomu za janguru" (in lingua inglese appunto "live from the jungle") riportata su una parte della copertina.
Le tracce uno, quattro e cinque furono registrare durante un live al Marquee Club a Londra il 28 giugno 1987. Le tracce due e tre invece sono state registrate in studio e poi furono aggiunti gli effetti di un concerto live. La traccia 6 invece è la stessa che compare in Appetite for Destruction. La copertina è come la prima di Appetite for Destruction, cioè quella di Robert Williams che fu bandita negli Stati Uniti.

## Tracce
1. It's So Easy (Live) – 3:55 (Guns N' Roses, West Arkeen)
2. Shadow of Your Love (Live) – 3:06 (Guns N' Roses)
3. Move to the City (Live) – 3:44 (Guns N' Roses)
4. Knockin' on Heaven's Door (Live) – 4:40 (Bob Dylan) – originariamente interpretata da Bob Dylan
5. Whole Lotta Rosie (Live) – 4:30 (Angus Young, Malcolm Young, Bon Scott) – originariamente interpretata dagli AC/DC
6. Sweet Child o' Mine – 5:57 (Guns N' Roses)

## Formazione
- W. Axl Rose – voce
- Slash – chitarra solista
- Izzy Stradlin – chitarra ritmica
- Duff "Rose" McKagan – basso
- Steven Adler – batteria